# Kordona

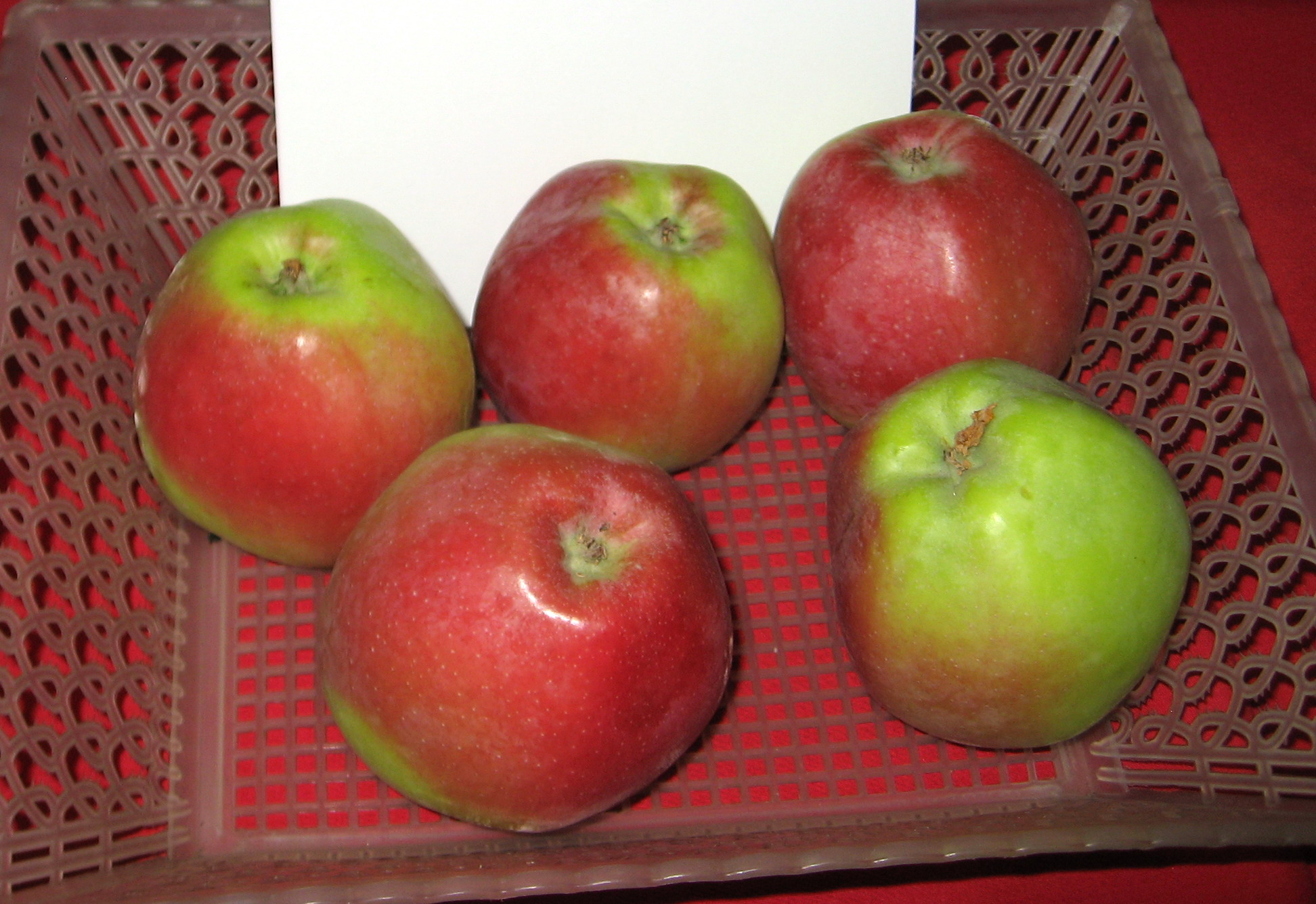

Kordona (Malus domestica 'Kordona') je ovocný strom, kultivar druhu jabloň domácí z čeledi růžovitých. Plody jsou řazeny mezi odrůdy zimních jablek, sklízí se v říjnu, dozrává v prosinci, skladovatelné jsou do února. Odrůda je růstem je řazena mezi sloupcovité (baleríny, sloupovité) odrůdy. Lze ji pěstovat v nádobách.

## Historie

### Původ
Byla vyšlechtěna v ČR ve VŠÚO v Holovousích. Odrůda vznikla zkřížením odrůd 'Mc. Intosh Wijcik' a 'Florina'.

## Vlastnosti

### Růst
Růst odrůdy je bujný. Koruna během vegetace vytváří úzce sloupovitou korunu. Plodonosný obrost je ve shlucích.

## Plodnost
Plodí středně brzy, bohatě a s probírkou pravidelně,, často přeplozuje.

## Plod
Plod je kuželovitý, střední. Slupka hladká, nerovní, spíše silná, žlutozelené zbarvení je překryté červeným líčkem. Dužnina je bílá se sladce navinulou chutí.

## Choroby a škůdci
Odrůda je rezistentní proti strupovitostí jabloní ale středně odolná k padlí. Podle jiných zdrojů je málo odolná k padlí.

## Použití
Je vhodná ke skladování a přímému konzumu. Odrůdu lze použít na chráněná stanoviště středních a teplých poloh. Vyžaduje propustné živné půdy s dostatečnou, pravidelnou závlahou a použitím listových hnojiv během vegetace. Přestože je růst odrůdy bujný, je doporučováno pěstování odrůdy na slabě rostoucích podnožích ve tvarech jako zákrsky, čtvrtkmeny a vřetena. Na vzrůstnějších podnožích je vhodná pro vyšší tvary.